# Shout Out to My Ex
Shout Out to My Ex è un singolo del girl group britannico Little Mix, pubblicato il 16 ottobre 2016 come primo estratto dal quarto album in studio Glory Days.
Il singolo ha debuttato al vertice delle graduatorie in Regno Unito, rimanendovi per tre settimane consecutive e divenendo la loro terza canzone a imporsi al primo posto nel suddetto territorio. Inoltre, il videoclip ha battuto il record diventando il video più veloce da parte di una girl band a raggiungere un milione di mi piace su YouTube e conta più di 352 milioni di visualizzazioni.

## Promozione
È stato eseguito in anteprima mondiale durante la seconda settimana dei live show di X Factor poche ore prima della sua pubblicazione.

## Accoglienza
La canzone è stata accolta positivamente dalla critica. Bruno Russell, dal magazine The Edge, ha espresso che il punto di forza di Shout Out to My Ex sta nei «beat e ritornello memorabili che sono ben costruiti epitomi di precedenti successi. Si tratta di un assaggio molto promettente», prospettando anche la venuta di «un album più maturo» da parte del gruppo.

## Video musicale
Un video musicale d'accompagnamento è stato girato nel deserto di Tabernas, situato in Spagna, ed è stato pubblicato il 21 ottobre 2016 alle ore 12:00 sul canale Vevo della band.

## Tracce
Download digitale
1. Shout Out to My Ex – 4:06 (Edvard Førre Erfjord, Henrik Michelsen, Camille Purcell, Iain James, Perrie Edwards, Jesy Nelson, Leigh-Anne Pinnock, Jade Thirlwall)

## Classifiche
| Classifica (2016) | Posizione massima |
| ----------------- | ----------------- |
| Australia         | 4                 |
| Austria           | 24                |
| Belgio (Fiandre)  | 13                |
| Canada            | 37                |
| Danimarca         | 36                |
| Francia           | 76                |
| Germania          | 52                |
| Irlanda           | 1                 |
| Italia            | 41                |
| Norvegia          | 19                |
| Nuova Zelanda     | 7                 |
| Paesi Bassi       | 26                |
| Regno Unito       | 1                 |
| Spagna            | 18                |
| Stati Uniti       | 69                |
| Svezia            | 38                |
| Svizzera          | 49                |